# Burgersfort
Burgersfort - miasto w Republice Południowej Afryki, położone w prowincji Limpopo, w dystrykcie Sekhukhune, w gminie Greater Tubatse której jest siedzibą administracyjną.
Burgersfort położone jest nad rzeką Spekboom.